# Hòa Bình, Thiên Tân
Hòa Bình (chữ Hán giản thể: 和平区, âm Hán Việt: Hòa Bình khu) là một quận thuộc thành phố Thiên Tân, Cộng hòa Nhân dân Trung Hoa. Hòa Bình có diện tích 10 km², là một trong các quận nhỏ nhất của Thiên Tân. Chính quyền nhân dân quận đóng ở phố Khuyến Nghiệp Trường. Quận Hòa Bình là quận trung tâm hành chính và thương mại của Thiên Tân. 